# 近卫 (荣誉称号)
近卫 （俄语：гвардия，羅馬化：Gvardiya，港台和日韩有时会翻译为亲卫或者禁卫），是沙皇俄国、苏联和俄罗斯联邦军队中的一个荣誉称号。由於军事人員表現出的英雄主義、勇氣、英勇和高超的戰鬥技巧，就会授予“近卫”称号。军事团队通常授予战功卓著的团以上作战部队。苏联解体后，授予军队近卫称号由俄罗斯继承下来。

## 历史[1][2]
гвардия這個字本身是翻譯自義大利語，意思是「守衛」。
俄罗斯最早的近卫军产生于1683年的彼得一世时期，当时的构成基础是波列奇兵团«потешных полков» 。
在安娜·伊凡诺芙娜女皇時期，伊茲麥洛夫斯基軍團被納入近衛軍行列。
近衛軍在第一次世界大戰期間表現出色，尤其是在布魯西洛夫攻势期間。
然後1917年十月革命爆發，近卫军被視為過去的「遺跡」而被廢除。
苏德战争时期，有大量的表现突出作战部队获得了“近卫”称号。根据最苏联高统帅部的决定，1941 年 8 月至 9 月在斯摩棱斯克战役中表现突出的红军第 100、127、153 和 161 步枪师根据苏联国防委员第 308 号命令（1941 年 9 月 18 日）更名为近卫第 1、2、3 和 4 师。
到衛國戰爭結束時，紅軍和红海軍有11個近衛軍、6個近衛坦克軍、40個近衛步槍、7個近衛騎兵、12個近衛坦克、9個近衛機械化軍和14個近衛航空軍、215個近衛師、18個近衛軍。
最近的授予是俄乌战争期间，俄罗斯总统普京在2023年9月26日签署第715号法令，授予授予第58集團軍「近衛」榮譽稱號。

## 纪念日和设施
根據俄羅斯總統令，9月2日是俄罗斯近卫军日。
在圣彼得堡总参谋部大楼设有俄罗斯近卫军博物馆（ Музей российской гвардии）。

## 其它国家
一些前苏联的加盟共和國，如白俄罗斯，乌克兰以及有共产主义军事传统的国家也有类似的“近卫”的荣誉称号。比如朝鲜民主主义人民共和国，“近卫”称号不但可以授予朝鲜人民军的作战部队，甚至有“近卫农场”的称号。

蘇聯軍隊近衛徽章
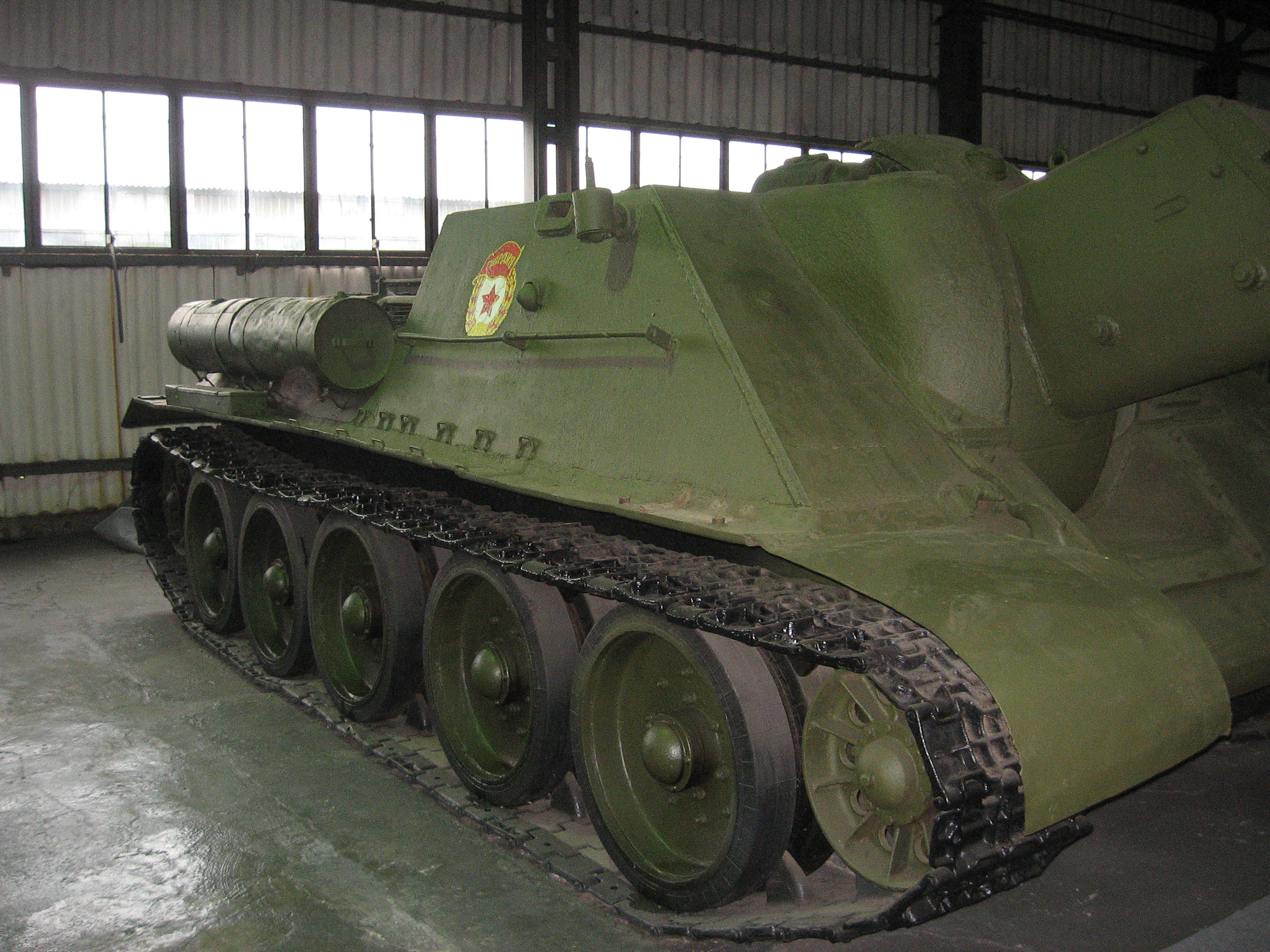
於蘇軍SU-122突擊炮車身上的近衛徽章
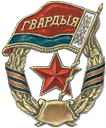
白俄羅斯軍隊近衛徽章
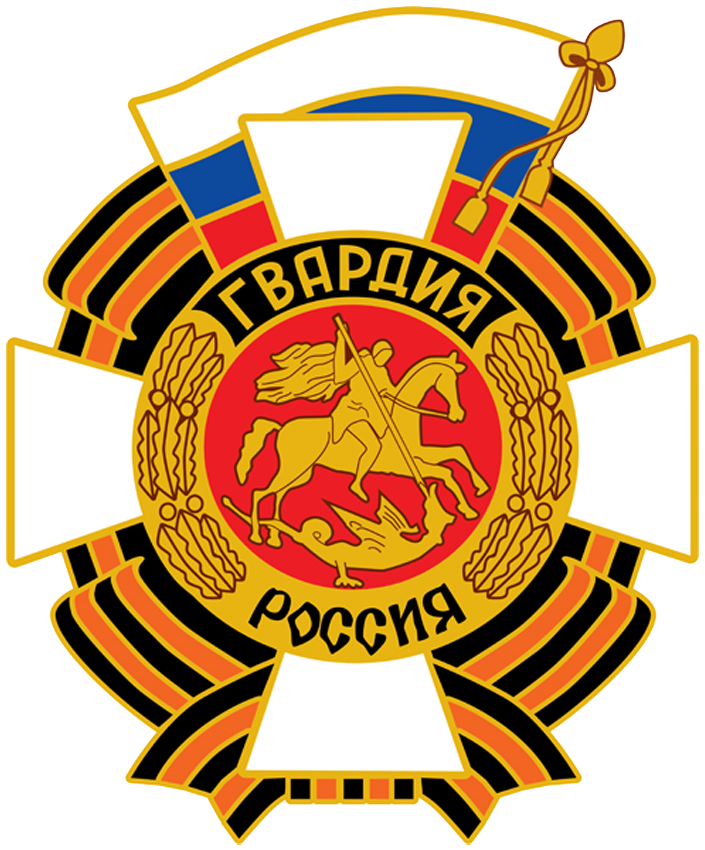
俄罗斯联邦武装力量近衛徽章（1992–2010年）
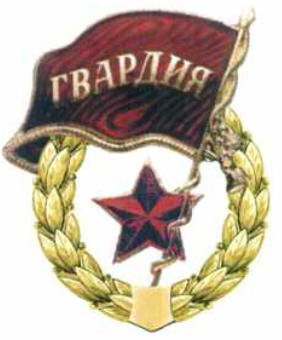
俄罗斯联邦武装力量近衛徽章（2011年至今）
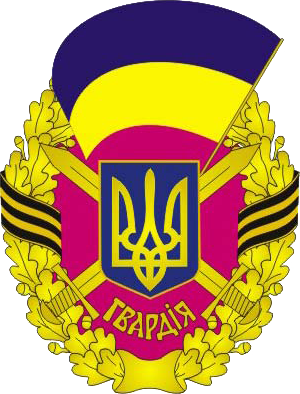
烏克蘭軍隊近衛徽章
朝鲜人民军近衛徽章